# Алексије III Анђел
Алексије III Анђел (грч: Αλέξιος Γ' Άγγελος, рођ. око 1153. — умро 1211. или 1212. године) био је византијски цар од 1195. године до 1203. године.

## Порекло
Алексије је био син византијског војсковође Андроника Анђела који је 1182. године пришао Андронику Комнину у његовој борби са намесништвом малолетног Алексија II Комнина. Ипак, након што се Андроник дочепао престола, он се убрзо окренуо против племства и Андроник Анђел и његови синови су се у прво време склонили у Сирију. Исак се затим вратио у Византију и преузели улогу у неуспешној побуни и Никеји. Најзад, Андроник I Комнин је збачен у побуни у самом Цариграду септембра 1185. и за цара је проглашен Алексијев млађи брат Исак II Анђел.
Алексије Анђел се 1190. вратио у Константинопољ и брат му је доделио титулу севастократора. Исак Анђел је морао да води тешку борбу са Бугарима и Србима који су одбацили врховну власт Византије. За разлику од борбе са Бугарима, Исак Анђел је био успешан у рату против рашког великог жупана Стефана Немање. Након што је Немања потучен у бици на Морави 1190. године његов средњи син Стефан је добио византијску титулу севастократора и Исакову синовицу, а Алексијеву ћерку Евдокију за жену. Након тога, Исак Анђел је уз угарску помоћ предузео нови поход против Бугара, али га је старији брат Алексије 8. априла 1195. свргао са престола и ослепео.

## Владавина
Алексије се у изворима описује као владар слабе воље, екстравагантан и корумпиран. Своје достојанственике и војсковође бирао је поводећи се њиховим пореклом или митом у злату. Стога није ни чудно што је царство у току његове владе претрпело неколико тешких понижења.
За Византију из времена владе Алексија III, највећа опасност ипак је претила од стране цара Светог римског царства Хајнриха VI. Хајнрихов брат Филип Швапски био је ожењен Ирином, ћерком ослепљеног Исака II. Хајнрих је управо захваљујући браку са Констанцом, ћерком норманског краља Сицилије Вилијама II, наследио земље норманских владара. Као рођак збаченог Исака и наследник норманских Отвила, Хајнрих VI је од цара Алексија III тражио појас од Драча до Солуна који је његов таст привремено заузео 1185. године. Алексије је Барбаросиног сина покушао да 1196. одобровољи огромним данком од 16 центарија злата које је једва прикупио разрезивањем непопуларног аламанског пореза (аламаникон) и пљачком царског маузолеја при Цркви Св. Апостола. Ипак, Хајнрих је изненада умро 1197. након чега су Хоенштауфени морали да напусте политику у далекој Италији и боре се око царске круне са Отоном од Брауншвајга.
Бугари су већ 1195. а затим и 1196. опустошили византијске крајеве око Сера. Немоћан да војнички изађе на крај са Бугарима, Алексије је подржао бољаре који су се противили бугарском цару Ивану Асену I. Један од Асенових непријатеља, бољар Иванко успео је да 1196. убије цара, али је након тога морао да пребегне Византинцима пошто Алексије III Анђел није био у стању да му пошаље обећану војну помоћ. Иванку је затим поверено намесништво над Филипопољем (данашњим Пловдив) где се бугарски великаш на крају осамосталио 1198. или 1199, овога пута под покровитељством Асеновог млађег брата, цара Калојана. Алексије се на крају отарасио амбициозног пребегара пошто је организовао састанак на коме је Иванко ликвидиран 1200. године. Након тога, родопска област је поново припојена Византији.
Против моћног Калојана, Алексије III је покушао да употреби одметнутог намесника Просека и Струме, Добромира Хрса. Хрс је ожењен ћерком протостратора Манојла Камице, али се 1201. он одрекао и византијског сизеренства и заузео је затим Битољ и Прилеп. Штавише, уз његову помоћ и Манојло Камица је привремено завладао Тесалијом.
Додатни ударац византијском престижу на Балкану био је и губитак утицаја у земљама под влашћу рашког великог жупана Стефана Немањића. Велики жупан је наиме своју супругу Евдокију протерао највероватније 1200. или 1201. године, по вести сачуваној у византијским изворима узрок је лежао у њеном неверству. По византијском историчару Никити Хонијату, протерану византијску принцезу са свим почастима је у Зети дочекао Стефанов брат Вукан који јој је потом обезбедио одлазак у царски Драч. Највероватније је да је, са византијском помоћи или без ње, положај Стефана Немањића постао несигуран у односу на старијег брата Вукана.

## Пад са власти
У јесен 1201. из цариградских тамница је побегао Исаков син Алексије Млађи који је одмах покушао на западу да пронађе подршку против стрица Алексија III. Филип Швапски је свог шурака почетком 1203. препоручио вођама Четвртог крсташког похода који су византијског претендента примили под зидинама Задра. Уз подршку млетачког дужда Енрика Дандола, крсташи су пристали да за рачун Алексија Млађег свргну његовог стрица. Када се крсташка војска појавила пред зидинама Цариграда 24. јуна 1203, Алексије III је краткотрајно пружио отпор, а затим је побегао из престонице у току ноћи 17/18. јула 1203. године. Са собом је однео царску ризницу док је у граду оставио супругу Еуфросину и ћерку Евдокију.
Без новчаних средстава Алексије Млађи, сада Алексије IV, савладар свог оца Исака II, није могао да исплати крсташе и Млечане, а са друге стране, антилатинска струја у Цариграду је нашла предводника у лику протовестијара Алексија Дуке Мурзуфла. Исак Анђел и његов син су тако свргнути 28/29. јануара 1204, али се ни Алексије V Дука Мурзуфл није могао одржати када су крсташи и Млечани решили да заузму византијску престоницу за свој рачун. Уочи првог пада Цариграда 12. априла 1204. Алексије V је са Еуфросином и Евдокијом побегао у Тракију где је Алексије III већ владао на северозападу из Мосинопоља уз подршку локалног византијског племства.

## Даља лутања и смрт
У лето 1204. Алексије III је свечано примио Алексија V у околини Мосинопоља, али му није дозволио да у град уведе своје присталице. Препредени Алексије III је затим дозволио Дуки да се ожени Евдокијом, али га је недуго затим, како бележи крсташки историчар Вилардуен, позвао на гозбу у Мосинопољ и након обеда ослепео у купатилу своје резиденције. Ослепљени Алексије V убрзо је пао у руке Латинима који су га осудили на смрт због велеиздаје њиховог штићеника Алексија IV. Што се Алексија тиче, он је са породицом отишао у Тесалију где је царица Еуфросина имала простране породичне поседе. Бивши цар је сада новог заштитника нашао у локалном обласном господару, Лаву Згуру који је владао Науплијом, Аргом и Коринтом. Почетком 1205. Евдокија се, захваљујући политичким прорачунима свога оца, удала по трећи пут, овога пута за Згура који је добио и титулу паниперсеваста. Међутим, недуго затим, освајање средње Грчке је незадрживо започео краљ латинске Солунске краљевине Бонифације Монфератски. Лав Згур је пружио отпор у кланцу Термопилима, али га је надмоћна латинска војска на крају натерала да се повуче у утврђени коринтски акропољ. У време када је Згур одлучно поражен, Алексије III и Еуфросина су се предали Бонифацију Монфератском који их је први интернирао у Тесалију а затим их је послао у далеку италијанску кнежевину Монферат.
Предаја солунском краљу било је у ствари последња важна политичка одлука Алексија III Анђела. Упорну борбу против Латина, а касније и међусобну, повела су два нова поствизантијска центра, Никејско царство у северозападној Малој Азији, на челу са царем Теодором I Ласкарисом, супругом Ане, средње ћерке Алексија III, и Епирска деспотовина на Балкану, на челу са Алексијевим братом од стрица Михаилом I Комнином Дуком. Управо је Михаило I Епирски откупио из латинског заточеништва бившег цара Алексија III 1209. или 1210, а затим га је послао у Малу Азију, иконијском султану Гајеседину I. Султан је 1209. склопио тајни савез са Латинским царством и објавио рат Никејцима. Гајеседин је захтевао да Теодор Ласакарис уступи престо свом тасту Алексију Анђелу и сукоб је разрешен тек у пролеће 1211. након битке код Антиохије на Меандру. Теодор Ласкарис је у двобоју убио иконијског султана, док је Алексије III заробљен од стране никејских одреда. Тиме се, после бројних преврата, најзад завршила његова историјска улога пошто је натеран да се замонаши и повуче у неки од манастира у Никеји у коме је и умро 1211. или 1212. године. Његови унуци су били српски краљеви Стефан Радослав и Стефан Владислав.

## Породично стабло
|  |                             |  |  |  |  |  |  |  |  |  |  |  |  |  |  |  |
|  | 8. Манојло Анђел            |  |  |  |  |  |  |  |  |  |  |  |  |  |  |  |
|  |                             |  |  |  |  |  |  |  |  |  |  |  |  |  |  |  |
|  |                             |  |  |  |  |  |  |  |  |  |  |  |  |  |  |  |
|  | 4. Константин Анђел         |  |  |  |  |  |  |  |  |  |  |  |  |  |  |  |
|  |                             |  |  |  |  |  |  |  |  |  |  |  |  |  |  |  |
|  |                             |  |  |  |  |  |  |  |  |  |  |  |  |  |  |  |
|  | 2. Андроник Дука Анђел      |  |  |  |  |  |  |  |  |  |  |  |  |  |  |  |
|  |                             |  |  |  |  |  |  |  |  |  |  |  |  |  |  |  |
|  |                             |  |  |  |  |  |  |  |  |  |  |  |  |  |  |  |
|  | 20. Јован Комнин            |  |  |  |  |  |  |  |  |  |  |  |  |  |  |  |
|  |                             |  |  |  |  |  |  |  |  |  |  |  |  |  |  |  |
|  |                             |  |  |  |  |  |  |  |  |  |  |  |  |  |  |  |
|  | 10. Алексије I Комнин       |  |  |  |  |  |  |  |  |  |  |  |  |  |  |  |
|  |                             |  |  |  |  |  |  |  |  |  |  |  |  |  |  |  |
|  |                             |  |  |  |  |  |  |  |  |  |  |  |  |  |  |  |
|  | 21. Ана Даласина            |  |  |  |  |  |  |  |  |  |  |  |  |  |  |  |
|  |                             |  |  |  |  |  |  |  |  |  |  |  |  |  |  |  |
|  |                             |  |  |  |  |  |  |  |  |  |  |  |  |  |  |  |
|  | 5. Теодора Комнина Анђелина |  |  |  |  |  |  |  |  |  |  |  |  |  |  |  |
|  |                             |  |  |  |  |  |  |  |  |  |  |  |  |  |  |  |
|  |                             |  |  |  |  |  |  |  |  |  |  |  |  |  |  |  |
|  | 22. Андроник Дука           |  |  |  |  |  |  |  |  |  |  |  |  |  |  |  |
|  |                             |  |  |  |  |  |  |  |  |  |  |  |  |  |  |  |
|  |                             |  |  |  |  |  |  |  |  |  |  |  |  |  |  |  |
|  | 11. Ирина Дукина            |  |  |  |  |  |  |  |  |  |  |  |  |  |  |  |
|  |                             |  |  |  |  |  |  |  |  |  |  |  |  |  |  |  |
|  |                             |  |  |  |  |  |  |  |  |  |  |  |  |  |  |  |
|  | 23. Марија Бугарска         |  |  |  |  |  |  |  |  |  |  |  |  |  |  |  |
|  |                             |  |  |  |  |  |  |  |  |  |  |  |  |  |  |  |
|  |                             |  |  |  |  |  |  |  |  |  |  |  |  |  |  |  |
|  | 1. Алексије III Анђел       |  |  |  |  |  |  |  |  |  |  |  |  |  |  |  |
|  |                             |  |  |  |  |  |  |  |  |  |  |  |  |  |  |  |
|  |                             |  |  |  |  |  |  |  |  |  |  |  |  |  |  |  |